# Paul Sussman
Paul Sussman (11 de julho de 1966 - 31 de maio de 2012) foi um autor de best-sellers inglês, sendo também arqueólogo e jornalista. Seus romances foram descritos pelo jornal The Independent como "uma resposta inteligente ao Código Da Vinci".

## Biografia
Estudou na Merchant Taylors' School, Northwood e, posteriormente, na faculdade de St John's, onde ganhou o Prêmio Joseph Larmor. Seus romances foram traduzidos para 33 idiomas e têm seu contexto narrativo definido, principalmente, no Egito, onde Sussman trabalhou durante muitos anos como arqueólogo de campo num projeto denominado "Amarna Royal Tombs", no Vale dos Reis. Entre outros achados, Sussman descobriu os únicos itens de jóias faraônicas escavados no vale desde a descoberta da tumba de Tutankhamon em 1922. Como jornalista, ele foi um colaborador de longa data do "The Big Issue", onde foi premiado pela Associação de Editoras e Periódicos como Colunista do Ano por sua satírica coluna "In The News". Ele também escreveu, entre outros, para o The Independent, The Guardian, The Evening Standard, The Daily Telegraph, The Spectator, Cosmopolitan e para a CNN.com.

## Morte
No dia 31 de maio de 2012, Paul morreu de forma repentina depois de sofrer uma ruptura de aneurisma. deixando sua esposa e dois filhos.

## Obras

### Ficção
- The Lost Army of Cambyses (2002) [4][3]
- The Last Secret of the Temple (2005) [2][3]
- The Hidden Oasis (2009) [4][3]
- The Labyrinth of Osiris (junho de 2012) [4][5]
- The Final Testimony of Raphael Ignatius Phoenix (2014)

### Não-Ficção
- The Ultimate Encyclopaédia of the Movies (1994) (contribuiu) [6]
- Death by Spaghetti…: Bizarre, Baffling and Bonkers True: Stories from In The News (1996) [3]